# モーチット駅
モーチット駅（モーチットえき、タイ語:สถานีหมอชิต）は、タイ王国バンコク都のチャトゥチャック区にあるバンコク・スカイトレイン（BTS）の駅。パホンヨーティン通りの直上にある高架駅でもある。駅番号は「N8」。

## 概要
開業後、長きにわたりBTSスクムウィット線の終点であったが、2019年に一駅先のハーイェーク・ラプラオ駅まで延伸され、中間駅となった。ただ、中間駅となった現在でも平日の朝夕に限り当駅 - サムロン駅間の区間列車があり、サイアム駅方面への始発列車も存在する。また、初発列車は当駅始発である。
週末はウィークエンドマーケットの客で賑わう。バンコク・メトロ（チャトゥチャック公園駅）に乗り換えが出来る。バスを利用するには、北向きは3番出口、南向きは4番出口を降りるとバス停がある。

## 駅構造
- 高架式2面2線の相対式ホーム
- 3番出口と4番出口にエスカレーターが設置されているが、3番出口は午前中、4番出口は終日上りのみである。
- 車両基地が駅東側にあり、営業線からスイッチバックする形で入出庫線が設けられている。

### 駅階層
| 3階                          |                                                  |                        |
| 相対式ホーム                 |                                                  |                        |
| 1番線・上り■スクムウィット線 | サパーンクワーイ・サイアム・サムロン・ケーハ方面 |                        |
| 2番線・下り■スクムウィット線 | ワット・プラシーマハタート駅・クーコット駅方面   |                        |
| 相対式ホーム                 |                                                  |                        |
| 2階                          | コンコース                                       | 自動券売機、自動改札口 |
| 1階                          | 出入口                                           | パホンヨーティン通り   |

## 駅周辺

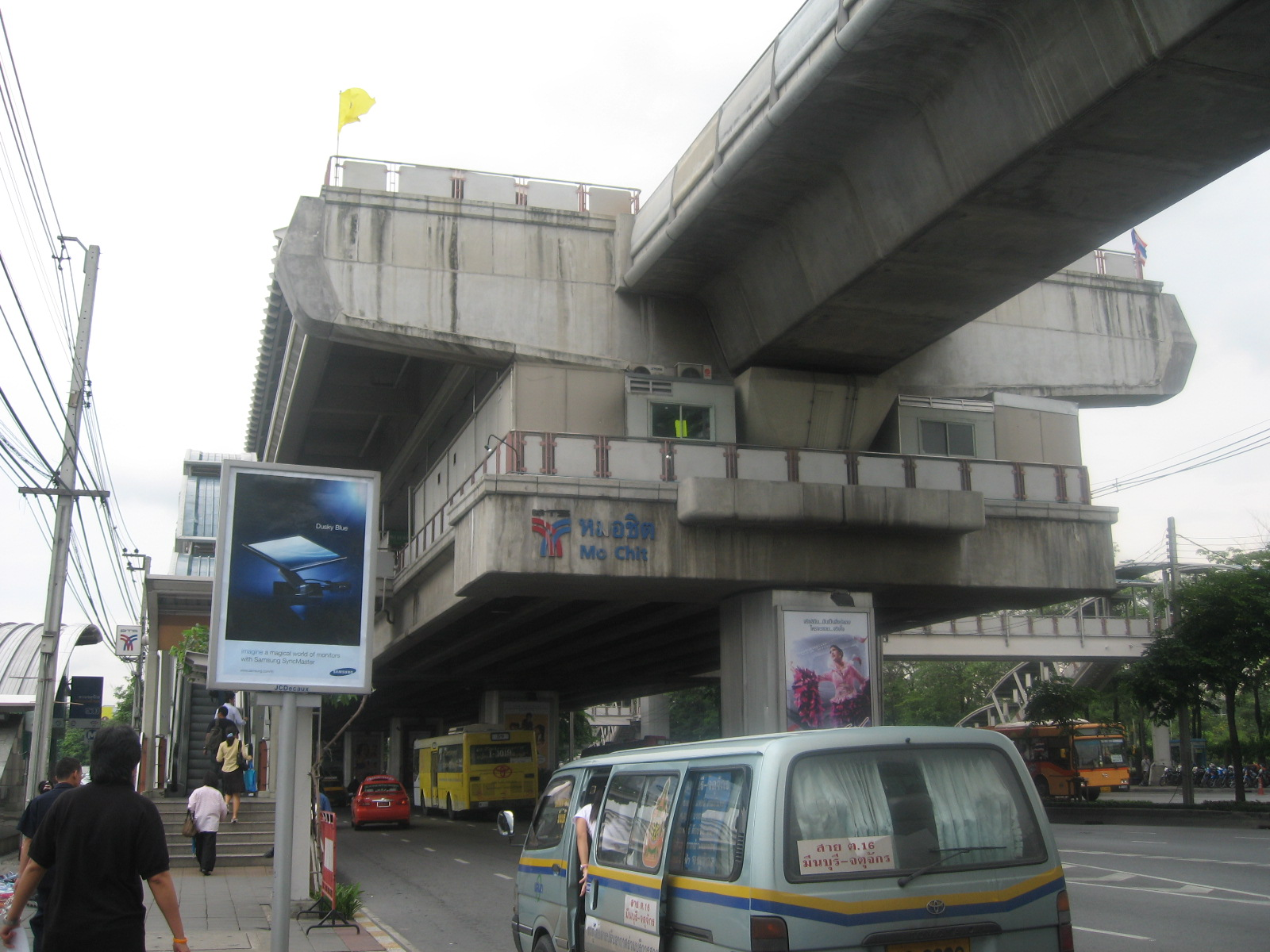
パホーンヨーティン通りから見たモーチット駅。手前の車はロットゥー（乗り合いバス）

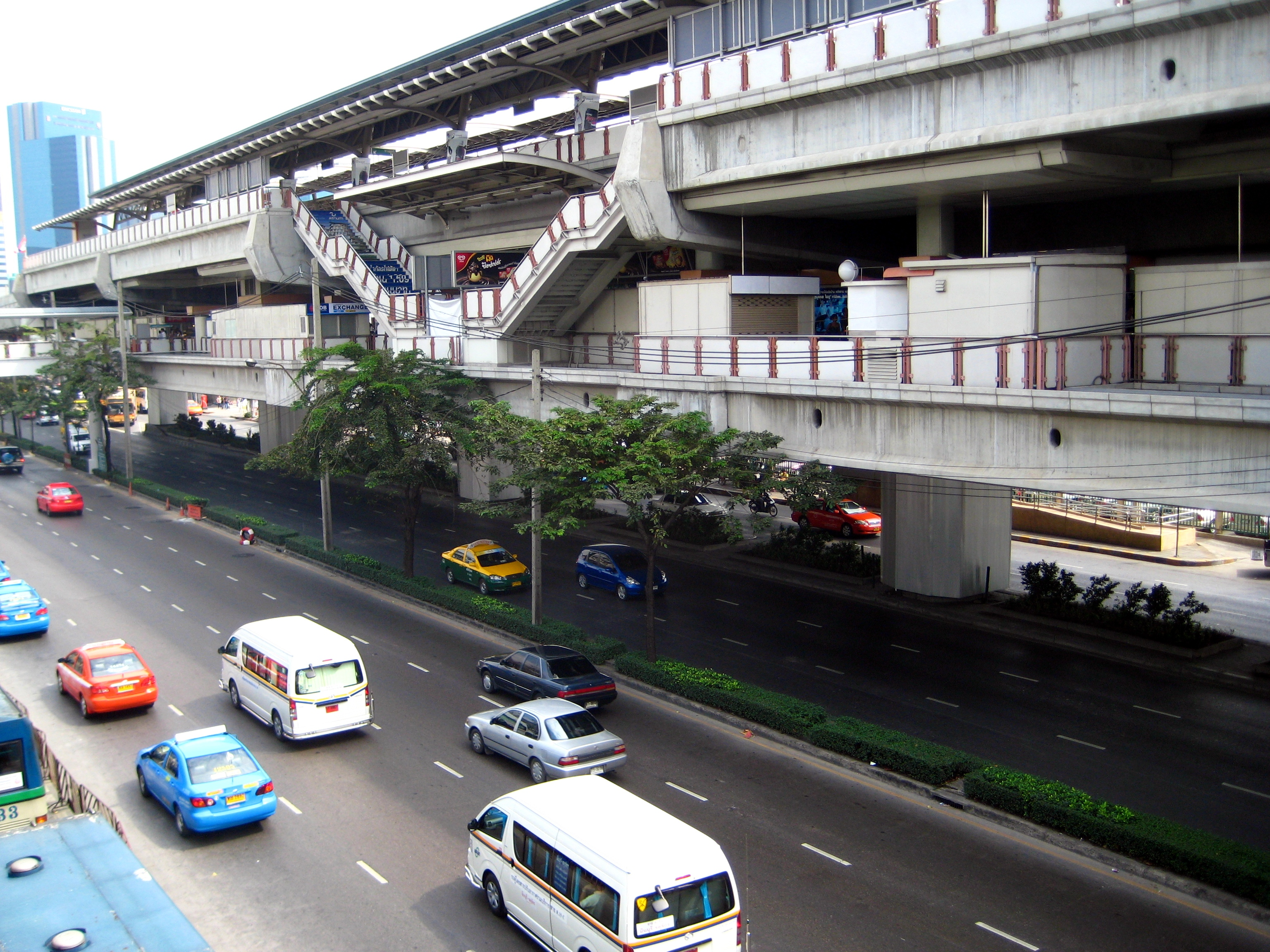
駅側面

- チャトチャック・ウィークエンド・マーケット - 1番出口
- チャトゥチャック公園 - 3番出口
- 北バスターミナル（タイ北部・東北部方面長距離バス乗り場） - 3番出口
- チャトゥチャック駅（バンコク・メトロ） - 全ての出口
- 無料駐車場 - 2番・4番出口

## 路線バス
[  3 ] 北バスターミナル ～ モーチット駅 ～ クローンサーン
[  8 ] ハッピーランド ～ モーチット駅 ～ メモリアルブリッジ
[ 26 ] ミンブリー ～ モーチット駅 ～ 戦勝記念塔
[ 27 ] ミンブリー ～ モーチット駅 ～ 戦勝記念塔
[ 28 ] 南バスターミナル ～ モーチット駅 ～ ラチャヨーティン
[ 29 ] タンマサート大学（ランシット校舎） ～ モーチット駅 ～ フワランポーン駅
[ 34 ] ランシット ～ モーチット駅 ～ フワランポーン駅
[ 36 ] フワイクワーン ～ モーチット駅 ～ シープラーヤ
[ 38 ] ラムカムヘン大学2 ～ モーチット駅 ～ チャンカセーム
[ 39 ] タンマサート大学（ランシット校舎） ～ モーチット駅 ～ サナームルアン
[ 44 ] クローンジャン ～ モーチット駅 ～ ターチャーン
[ 52 ] パークレット ～ モーチット駅 ～ バーンスー駅
[ 59 ] ランシット ～ モーチット駅 ～ サナームルアン
[ 63 ] ノンタブリー ～ モーチット駅 ～ 戦勝記念塔
[ 77 ] サトゥープラデッド ～ モーチット駅 ～ 北バスターミナル
[ 90 ] パトゥムタニー ～ モーチット駅 ～ ラチャヨーティン
[ 96 ] サイアム広場 ～ モーチット駅 ～ サオチンチャー
[ 104 ] パークレット ～ モーチット駅 ～ 北バスターミナル
[ 108 ] タープラ ～ モーチット駅 ～ ラチャヨーティン
[ 112 ] プラチャチン ～ モーチット駅 ～ チャトゥチャック
[ 122 ] フワイクワーン ～ モーチット駅 ～ 北バスターミナル
[ 134 ] バーンブアトーン ～ モーチット駅 ～ 北バスターミナル
[ 136 ] クローントゥーイ ～ モーチット駅 ～ 北バスターミナル
[ 138 ] プラプラデーン ～ モーチット駅 ～ 北バスターミナル
[ 145 ] パクナム ～ モーチット駅 ～ 北バスターミナル
[ 159 ] プラプラデーン ～ モーチット駅 ～ 北バスターミナル
[ 170 ] オームノーイ ～ モーチット駅 ～ 北バスターミナル
[ 502 ] ミンブリー ～ モーチット駅 ～ シーロム
[ 503 ] ランシット ～ モーチット駅 ～ 南バスターミナル
[ 509 ] ノンタブリー ～ モーチット駅 ～ バーンケー
[ 510 ] プラプラデーン ～ モーチット駅 ～ ランシット
[ 512 ] チャトゥチャック ～ モーチット駅 ～ パーククローン市場
[ 513 ] ランシット ～ モーチット駅 ～ プーチャオサミーンプライ
[ 518 ] ランシット ～ モーチット駅 ～ 戦勝記念塔